# 오현택
오현택(吳賢擇, 1985년 7월 17일 ~ )은 전 KBO 리그 롯데 자이언츠의 투수이다. 그의 사촌 동생은 KBO 리그 SSG 랜더스의 내야수, 외야수인 오태곤이다.

## 선수 시절

### 아마추어 시절
원광대학교 2학년 때인 2005년에 2승 2패, 평균자책점 2.70(팀 내 2위)을 기록했고 원광대의 대통령기 전국대학야구대회 우승에 일조했지만, 개인 수상 이력이 특별히 없어 그다지 주목받지 못했다.
원광대 4학년 때인 2007년에는 선발과 불펜을 가리지 않고 등판하며 구본범, 정회찬 등 후배 투수들을 제치고 팀 내 실질적인 에이스로 활약했다. 그해 원광대가 춘계리그, 대통령기에서 4강에 진출하는 데 공헌했고, 52.2이닝 3승 4패, 2세이브, 평균자책점 3.08을 기록했다.

### 두산 베어스시절
원광대 시절 인상적인 성적을 기록했지만 구속이 138km/h에 머물러 2008년 한국프로야구 신인 드래프트에서 지명받지 못했고, 결국 신고선수로 입단하였다. 직구 구속 이슈를 극복하기 위해 권명철 투수코치와 상의 끝에 투구 스타일을 사이드암으로 수정했고, 이후부터 빠르기보다 무브먼트에 초점을 맞췄다. 한동안 2군 생활을 계속 하다 2009년 6월 3일 KIA전에서 구원 등판하며 데뷔 첫 경기를 치렀다.
2010년 4월 27일 한화전서 2.1이닝 2탈삼진, 노히트를 기록하며 데뷔 첫 승을 달성했다. 두 시즌 동안 29경기에 등판해 45.2이닝 1승, 5점대 평균자책점을 기록하고 2010년 시즌 후 팀 동료인 유희관과 함께 상무 야구단에 입대했다.

### 상무 야구단시절
2011년에 유희관과 원투 펀치를 구축하며 12승 3패. 2홀드. 평균자책점 3.12를 기록해 15승을 올린 당시 경찰 야구단 소속의 우규민과 함께 군 팀 잠수함 에이스로 명성을 얻었다. 시즌 후 야구 월드컵 국가대표로 뽑혀 생애 최고의 활약을 펼쳤다. 10월 5일 호주전에서는 7이닝 10탈삼진, 2피안타, 무실점, 10월 9일 이탈리아전에서는 7.2이닝 14탈삼진, 5피안타, 무실점을 기록했다. 선발과 롱릴리프를 가리지 않고 5경기에 등판해 22.2이닝 2승 1패, 35탈삼진, 1실점, 평균자책점 0.40을 기록하며 탈삼진왕 및 대회 올스타에 선정됐다.
2012년에는 21경기에 등판해 11승 7패, 평균자책점 3.75를 기록했다. 선발 투수로 활동하며 직구, 슬라이더, 커브 등 기본 구종에 서클 체인지업과 싱커까지 장착해 투구 패턴에 탄력이 생기며 이닝 소화 능력이나 타자를 상대하는 요령이 향상됐다.

### 두산 베어스복귀

#### 2013년
시즌 초반 홍상삼이 부상으로 결장하고 변시원마저 부진에 빠지면서 임시 마무리를 맡았다. 4월 5일부터 5월 4일까지 20.1이닝 2세이브, 무실점으로 호투하며 마무리 투수로 낙점되는 듯 했으나, 5월 8일에 블론세이브를 기록했고, 홍상삼이 부상에서 복귀하며 셋업맨으로 보직을 변경했다. 하지만 홍상삼이 부진할 때마다 수시로 마무리 투수로 등판하는 등 마당쇠 역할을 하며 67경기에 등판해 73.1이닝 5승 3패, 5세이브, 7홀드, 65탈삼진, 2점대 평균자책점을 기록했다. 특히 67경기 출장은 팀 내 1위이자 리그 전체 4위에 해당하는 기록이었다.

#### 2014년
시즌 중 간간히 임시 선발로 등판하며 58경기에 등판해 66.2이닝 4승 3패, 4홀드, 3점대 평균자책점을 기록했다.
연말에는 1억 1,000만원에 2015년 시즌 연봉을 계약하며 데뷔 후 첫 억대 연봉 대열에 합류했다.

#### 2015년
시즌 초반 부진했지만 1군 복귀 후 안정을 찾으며 팀 불펜진에 강한 버팀목이 됐다. 시즌 61경기에 등판해 56이닝 1승 3패, 13홀드, 5점대 평균자책점을 기록했다. 61경기 등판은 팀 내 2위 기록이었으며, 13홀드는 데뷔 이후 첫 두 자릿 수 홀드 기록이었다.
그러나 9월부터 생긴 팔꿈치 통증으로 인해 평균자책점이 치솟는 등 이상 징후를 보였고, 시즌 후 팔꿈치 뼛조각 수술을 받았다.

#### 2016년
수술 및 재활을 마치고 복귀했다. 첫 등판 후 5경기에 등판해 1점대 평균자책점을 기록했다. 예전 모습을 보여주는 듯 했으나 점차 부진하기 시작했고, 마지막 10경기에서는 9.1이닝 11점대 평균자책점으로 매우 부진했다. 재활을 위해 1군에서 제외됐고 2017년 3월에 두 번째 팔꿈치 뼛조각 제거 수술을 받았다.

### 롯데 자이언츠시절
2018년 KBO 리그 2차 드래프트를 통해 이적하였다.
2018년 팀 불펜진의 한 축으로 자리를 잡았다. 72경기에 등판하며 개인 한 시즌 최다 경기에 출장했다. 64.2이닝 32실점(27자책), 3승 2패, 25홀드, 3점대 평균자책점을 기록했다. 시즌 마지막까지 이보근과 홀드왕 싸움을 하다가 시즌 최종 전인 10월 14일 두산전에서 4연투를 하며 1홀드 차이로 홀드왕을 차지했다. 최다 경기 부문에서도 리그 1위를 달성했다. 2021년 10월에 방출됐다.

## 출신 학교
- 서울이수초등학교
- 이수중학교
- 배재고등학교(전학) → 장충고등학교
- 원광대학교

## 통산 기록
| 연도 | 팀명   | 평균자책점 | 경기 | 완투 | 완봉 | 승 | 패 | 세 | 홀 | 승률  | 타자 | 이닝 | 피안타 | 피홈런 | 볼넷 | 사구 | 탈삼진 | 실점 | 자책점 |
| ---- | ------ | ---------- | ---- | ---- | ---- | -- | -- | -- | -- | ----- | ---- | ---- | ------ | ------ | ---- | ---- | ------ | ---- | ------ |
| 2009 | 두산   | 4.45       | 17   | 0    | 0    | 0  | 0  | 0  | 0  | 0.000 | 130  | 30.1 | 33     | 4      | 13   | 1    | 22     | 15   | 15     |
| 2010 | 두산   | 6.46       | 12   | 0    | 0    | 1  | 0  | 0  | 0  | 1.000 | 69   | 15.1 | 18     | 2      | 6    | 0    | 11     | 12   | 11     |
| 2013 | 두산   | 2.70       | 67   | 0    | 0    | 5  | 3  | 5  | 7  | 0.625 | 302  | 73.1 | 65     | 6      | 19   | 8    | 65     | 23   | 22     |
| 2014 | 두산   | 3.65       | 58   | 0    | 0    | 4  | 3  | 0  | 4  | 0.571 | 300  | 66.2 | 81     | 6      | 18   | 5    | 56     | 28   | 27     |
| 2015 | 두산   | 5.30       | 61   | 0    | 0    | 1  | 3  | 0  | 13 | 0.250 | 239  | 56   | 59     | 6      | 16   | 4    | 45     | 33   | 33     |
| 2016 | 두산   | 6.10       | 20   | 0    | 0    | 1  | 0  | 0  | 4  | 1.000 | 91   | 20.2 | 29     | 3      | 3    | 2    | 17     | 14   | 14     |
| 2018 | 롯데   | 3.76       | 72   | 0    | 0    | 3  | 2  | 0  | 25 | 0.600 | 268  | 64.2 | 66     | 11     | 12   | 3    | 63     | 32   | 27     |
| 2019 | 롯데   | 4.97       | 15   | 0    | 0    | 1  | 0  | 0  | 0  | 1.000 | 56   | 12.2 | 15     | 6      | 2    | 1    | 8      | 9    | 7      |
| 2020 | 롯데   | 3.75       | 48   | 0    | 0    | 3  | 1  | 0  | 7  | 0.750 | 152  | 36   | 37     | 5      | 8    | 2    | 17     | 15   | 15     |
| 2021 | 롯데   | 6.61       | 20   | 0    | 0    | 0  | 1  | 0  | 1  | 0.000 | 87   | 16.1 | 28     | 2      | 8    | 1    | 8      | 13   | 12     |
| 통산 | 10시즌 | 4.20       | 390  | 0    | 0    | 19 | 13 | 5  | 61 | 0.594 | 1694 | 392  | 431    | 51     | 105  | 27   | 312    | 194  | 183    |